# Óscar David Sánchez
Óscar Sánchez là một cầu thủ bóng đá người México thi đấu cho Correcaminos UAT của Ascenso MX.